# Évrecy
Évrecy je naselje in občina v severozahodnem francoskem departmaju Calvados regije Spodnje Normandije. Leta 2006 je naselje imelo 1.492 prebivalcev.

## Geografija
Kraj se nahaja v pokrajini Normandiji 15 km jugozahodno od središča regije Caena.

## Uprava
Évrecy je sedež istoimenskega kantona, v katerega so poleg njegove vključene še občine Amayé-sur-Orne, Avenay, Baron-sur-Odon, Bougy, La Caine, Curcy-sur-Orne, Esquay-Notre-Dame, Éterville, Feuguerolles-Bully, Fontaine-Étoupefour, Gavrus, Goupillières, Hamars, Maizet, Maltot, Montigny, Ouffières, Préaux-Bocage, Sainte-Honorine-du-Fay, Saint-Martin-de-Sallen, Tourville-sur-Odon, Trois-Monts, Vacognes-Neuilly, Verson in Vieux z 20.661 prebivalci.
Kanton Évrecy je sestavni del okrožja Caen.

## Zanimivosti
- Cerkev Notre-Dame de Évrecy, zgrajena v obdobju od 13. do 16. stoletja, francoski zgodovinski spomenik: